# Iàblotxni (Saràtov)
|  | Per a altres significats, vegeu «Iàblotxni». |

Iàblotxni (en rus: Яблочный) és un poble (un possiólok) de l'óblast de Saràtov, a Rússia, segons el cens del 2010 tenia 361 habitants. Pertany al districte municipal de Líssie Gori.